# Джиммі Воха-Воха
Джиммі Воха-Воха (фр. Jimmy Woha Woha, 25 жовтня 1990; Париж, Франція) — французький актор з провідною роллю в українських фільмах «Скажене весілля», «Скажене весілля 2», «Скажене весілля 3» та «Скажені сусіди. Нові історії».

## Фільмографія[1]
- 2018 «Скажене весілля» — Франсуа, афрофранцуз, наречений Каті.
- 2019 «Скажене весілля 2» — Франсуа, афрофранцуз, чоловік Каті.
- 2021 «Скажене весілля 3» — Франсуа, афрофранцуз, зять Василя.
- 2022 «Скажені сусіди. Нові історії» — Франсуа, афрофранцуз, зять Василя.
- 2023 «Скажені сусіди» – Франсуа, афрофранцуз, зять Василя.